# Les dingues sont lâchés
Pour plus de détails, voir Fiche technique et Distribution.
Les dingues sont lâchés (Palm Springs Weekend) est un film américain réalisé par Norman Taurog, sorti en 1963.

## Fiche technique
- Titre original : Palm Springs Weekend
- Titre français : Les dingues sont lâchés
- Réalisation : Norman Taurog
- Scénario : Earl Hamner, Jr.
- Photographie : Harold Lipstein
- Société de production : Warner Bros.
- Pays d'origine : États-Unis
- Format : Couleurs - 1,85:1 - Mono
- Genre : comédie dramatique
- Date de sortie : 1963

## Distribution
- Troy Donahue : Jim Munroe
- Connie Stevens : Gayle Lewis / Jane Hoover
- Ty Hardin : Doug 'Stretch' Fortune
- Stefanie Powers : Bunny Dixon
- Robert Conrad : Eric Dean
- Andrew Duggan : Chef de la police Dixon
- Jack Weston : Coach Fred Campbell
- Carole Cook : Naomi Yates
- Jerry Van Dyke : Biff Roberts
- Bill Mumy : Boom
- Dorothy Green : Cora Dixon